# Iain Duncan Smith
Iain Duncan Smith (Edinburgh, 9 april 1954) is een Brits politicus. Hij was van 2001 tot 2003 voorzitter van de Conservative Party. Hij werd weggestemd na een motie van wantrouwen. Na de verkiezingen van 2010 werd Duncan Smith minister voor arbeid en pensioenen.

## Carrière
Iain Duncan Smith, die vaak kortweg IDS genoemd wordt, is de zoon van een officier van de RAF en een ballerina. Hij werd katholiek als tiener, volgde een opleiding aan Sandhurst en liep stage op de HMS Conway voor de kust van Anglesey. In 1975 werd hij lid van de Scots Guards en vervulde zijn dienstplicht in Rhodesië en Noord-Ierland. Hij werd lid van de Tories in 1981, en hij huwde in 1982 met Elizabeth Fremantle, een dochter van de vijfde baron Cottesloe. In 1987 stelde hij zich kandidaat voor het kiesdistrict Bradford West, maar pas in 1992 behaalde hij een zetel voor Chingford and Woodford Green, als opvolger van Norman Tebbit.
Duncan Smith bleef een backbencher tot 1997; zijn eurosceptische houding strookte niet met de partijlijn van John Major. Toen Major de verkiezingen tegen Labour verloor, nam de nieuwe oppositieleider William Hague hem in zijn schaduwkabinet op. Hague slaagde er niet in een verkiezingsoverwinning in de wacht te slepen, en trad in 2001 af. Daarop werd Duncan Smith tot nieuwe voorzitter verkozen, ten nadele van Kenneth Clarke. In tegenstelling tot Hague was Duncan Smith echter een weinig retorisch begiftigd man; men beschouwde hem als buitenstaander die weinig sprak en in het Lagerhuis nogal mild voor de regering was. Desalniettemin genoot hij de ondersteuning van Margaret Thatcher. Wegens zijn katholicisme heerste even de vrees dat er in de Britse politiek een sluipende invloed van de katholieken gaande was, vermits ook Charles Kennedy, toentertijd voorzitter van de Liberal Democrats, een katholiek was.
Duncan Smith werd in de publieke opinie aanvankelijk ernstiger genomen dan zijn voorganger Hague, maar hij was een slechte redenaar. Algauw werd hij bespot om zijn voortdurende stamelen en aarzelen, en in Private Eye werd hij tot Iain Duncan Cough omgedoopt. Hij slaagde er niet in de partij achter zich te scharen: er rees binnen de Conservatives toenemende kritiek op zijn milde omgang met de regering-Blair. In 2003 voerde hij campagne tegen de invoering van de top-up fees aan de universiteiten: de regering-Blair had een hervorming van de inschrijvingsgelden voorbereid, waarbij de universiteiten duizenden ponden per jaar konden vragen, die door de student worden terugbetaald wanneer hij/zij een job heeft gevonden. Duncan Smith stelde daarentegen voor om deze onderwijsgelden meteen volledig af te schaffen, zodat het hoger onderwijs op een volstrekt meritocratische leest kon worden geschoeid, ongeacht de afkomst van de studenten. Het was onduidelijk hoe een dergelijk plan ooit zou kunnen worden gefinancierd, en de Tories slaagden er niet in het kiespubliek te overtuigen. (Uiteindelijk werd het systeem van de tuition fees met slechts enkele zetels marge aangenomen.) Duncan Smiths pleidooi voor de afschaffing van de tuition fees stiet op weerstand in de partijrangen, en uiteindelijk werd besloten tot een motie van wantrouwen over te gaan. Op 29 oktober 2003 werd hij weggestemd en opgevolgd door Michael Howard.
Na zijn aftreden stichtte hij het Centre for Social Justice, een centrumrechte denktank die zich hoofdzakelijk met de problemen van de binnensteden bezighoudt. Hij werd in 2005 herverkozen als parlementslid. In 2010 werd hij in de nieuwe Britse regering minister voor arbeid en pensioenen.
Daarnaast schreef hij een roman, die evenwel in de literatuurkritiek bijzonder slecht onthaald werd. In 2016 trad hij af na een conflict over bezuinigingen op arbeidsongeschiktheidsuitkeringen.
- International Standard Name Identifier: 0000 0000 5270 9899
- Library of Congress Control Number: n2004003773
- MusicBrainz: e634bfc8-c963-4d8c-824c-7cd176d74f34
- Virtual International Authority File: 24547379
- WorldCat: E39PCjFdfkvygxrTfqrD3hXdpP